# عزيزلو (غرمي)
عزيزلو (بالفارسية: عزیزلو) هي قرية تقع في أردبيل في إيران. يقدر عدد سكانها بـ 9 نسمة .